# Venus paleolíticas

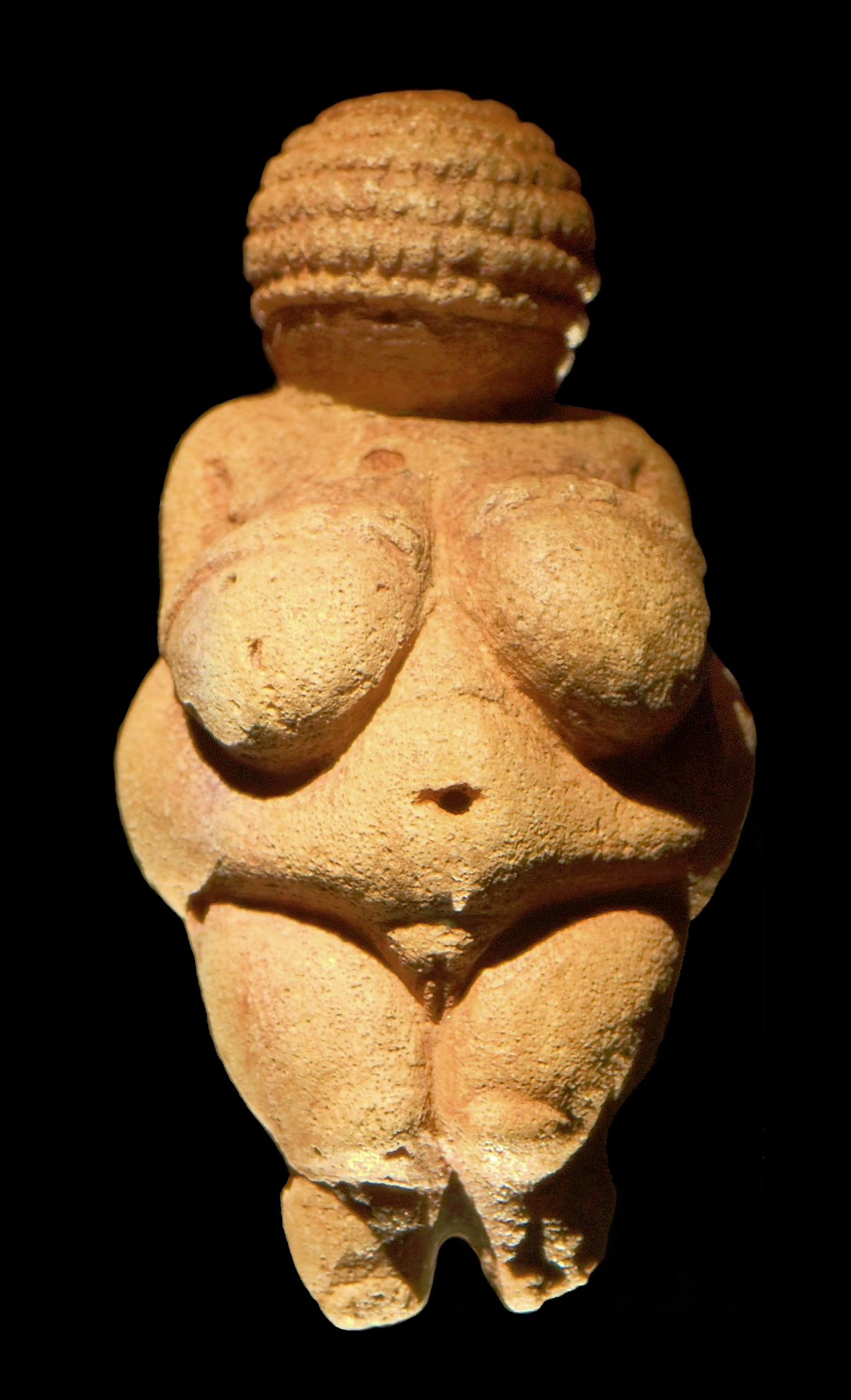
Venus de Willendorf

Las venus paleolíticas son estatuillas femeninas de hueso, asta, marfil, piedra, terracota, madera o barro, datadas en el Paleolítico Superior, dentro del cual constituyen la principal categoría de arte mueble, superando el centenar de ejemplares, en el caso de las figuras de bulto redondo, y los dos centenares si se incluyen representaciones parietales. Estas esculturas tienen tamaños modestos, incluso diminutos, que oscilan entre los 4 y los 25 centímetros.
El primer descubrimiento fue la venus o dama de Brassempouy, en 1893, por Édouard Piette. Cuatro años más tarde Salomón Reinach daba a conocer las estatuillas de esteatita de las cuevas de Grimaldi. En 1908 fue exhumada la famosísima venus de Willendorf en un campo de loess del valle del Danubio, en Austria. Esta escultura, que se ha convertido en un icono, anunciaba el descubrimiento de numerosas esculturas femeninas desde los Pirineos franceses hasta las llanuras siberianas del lago Baikal. Fueron bautizadas con el nombre de venus al extenderse la noción de que constituían un ideal de belleza prehistórica y, aunque la idea ha sido rechazada, la denominación de venus persiste.

## Descripción
Todas ellas parecen responder a representaciones convencionales de la mujer de la época, aunque algunas llegan a ser claramente estilizaciones o meros esquemas. Hay un grupo de venus, denominadas esteatopigias, con ciertas partes de la anatomía exageradamente desarrolladas: son obesas, con el abdomen, la vulva, las nalgas y las mamas extremadamente grandes. Pero también es común que el resto de las partes del cuerpo aparezcan desdibujadas: los brazos son muy pequeños, los pies apenas visibles y la cara suele ser, por lo general, inexistente. 
La cuestión de la esteatopigia de ciertas venus ha sido objeto de numerosas controversias: el primero en abordar el tema fue Piette, descubridor de la Dama de Brassempouy y de otras venus en los Pirineos. Por otro lado, algunos etnólogos la han comparado con los bosquimanos del África austral y otros han querido ver símbolos de la fertilidad y la abundancia. Posteriormente se determinó que no todas las figurillas eran obesas, ni todas tenían los atributos femeninos exagerados, ni todas carecían de rasgos faciales: la idea de esta clase de efigies comenzaba a desdibujarse. Por eso varios especialistas intentaron distinguir diferentes variedades de venus. La publicación de referencia sobre el estudio de este tipo de obras de arte se debe a Henri Delporte, en cuyo exhaustivo trabajo llegó a determinar cinco variantes de figuras atendiendo, sobre todo, a su procedencia geográfica

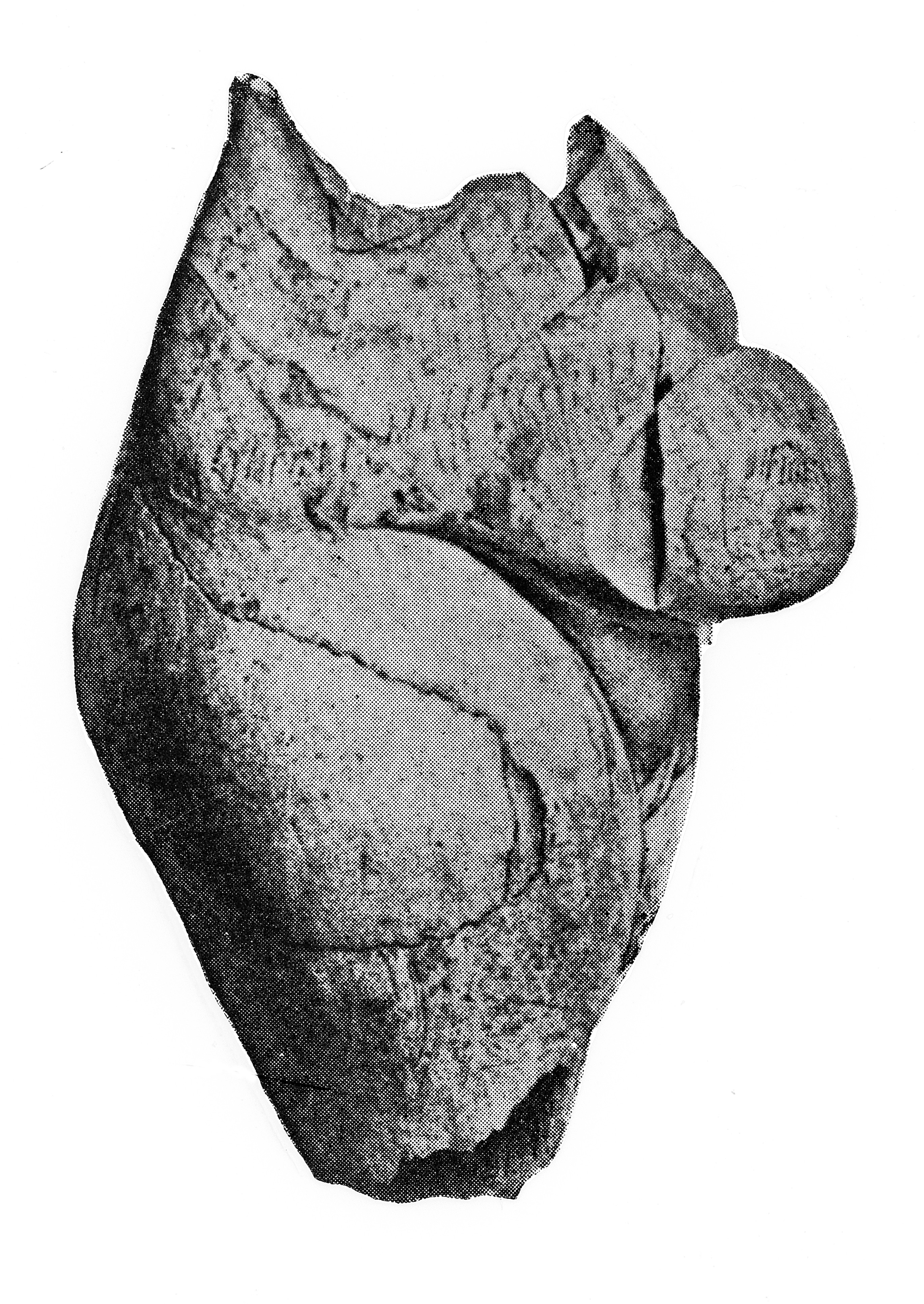
Venus de Brassempouy
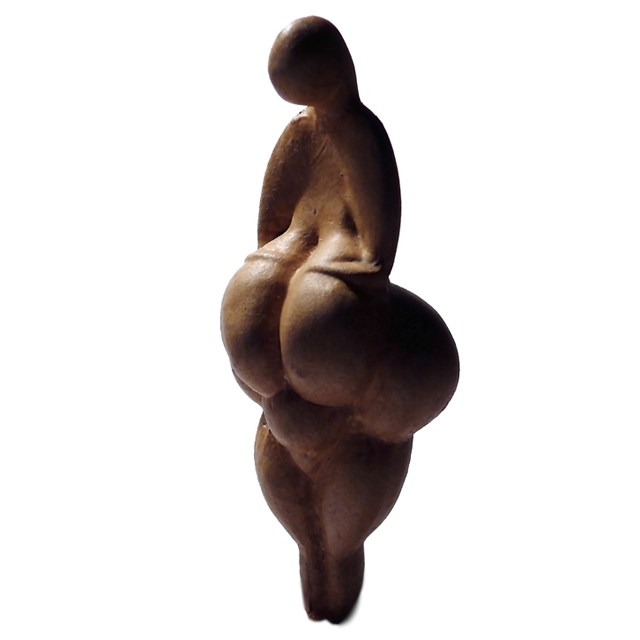
Venus de Lespugue
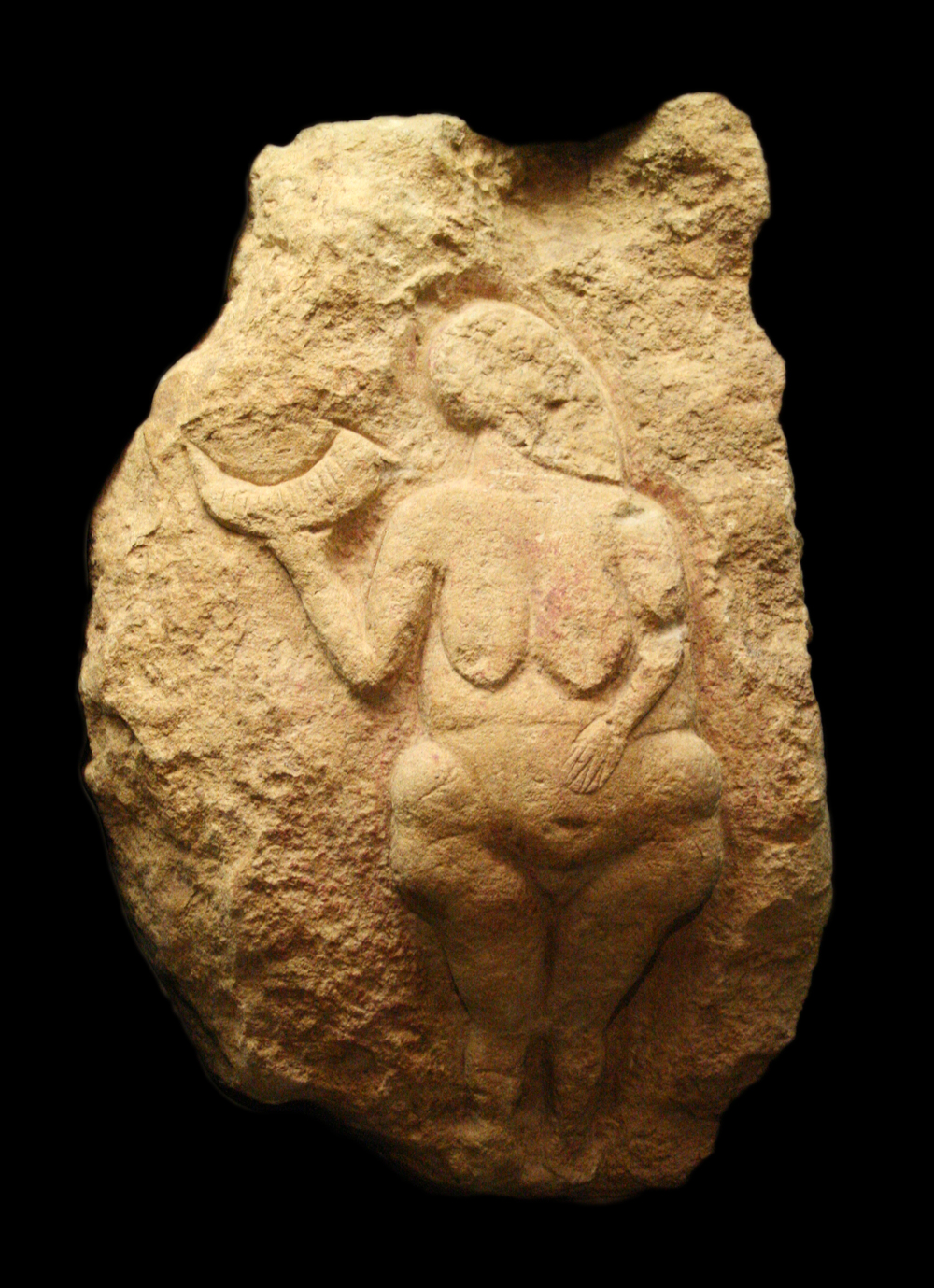
Venus de Laussel
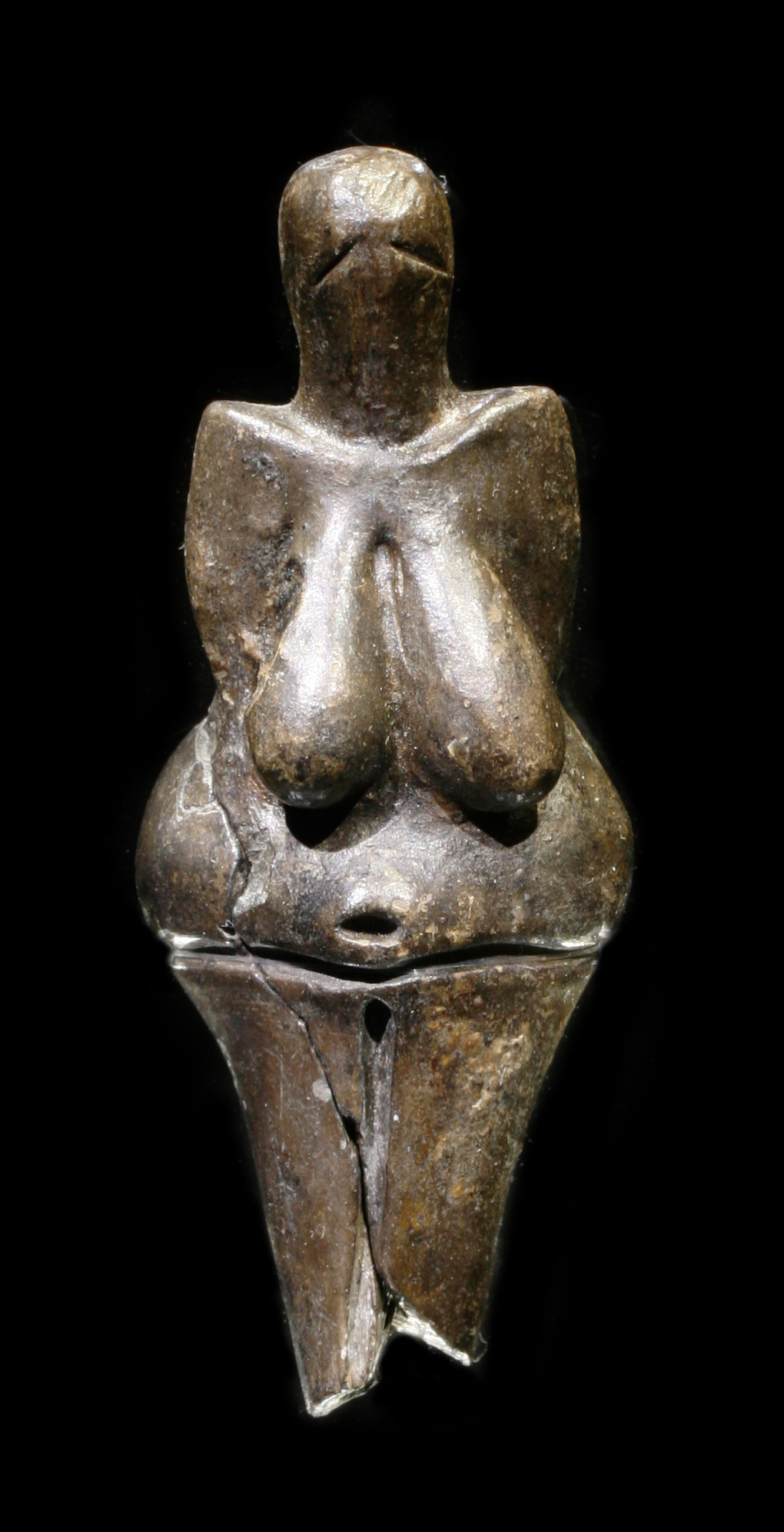
Venus de Dolní Věstonice (hecha de cerámica)

- Venus de la zona pirenaico-aquitana: por ejemplo, las venus de Lespugue, Brassempouy o Laussel.
- Venus de la zona italiana: por ejemplo, las venus de Savignano o Grimaldi.
- Venus de la zona renano-danubiana: por ejemplo, Willendorf o Dolní Věstonice.
- Venus de la zona rusa europea (que actualmente incluye numerosos países desgajados de la antigua Unión Soviética: por ejemplo, Kostienki (Rusia) y Gagarino (Ucrania).
- Venus de la zona siberiana: por ejemplo, Mal’ta o Buretj.

Leroi-Gourhan, sin embargo, sostiene que existe una relación cultural de algún tipo entre todos estos yacimientos y que ciertos detalles anatómicos sugieren que el origen es oriental, mientras que su expansión es hacia el oeste.
Con la excepción de la llamada Dama de Arlanpe (una representación esquemática de unos 17.500 años de antigüedad grabada en una cueva de Vizcaya, sobre un bloque de caliza de 70 kg., que sería uno de los ejemplos más antiguos del tipo Gönnersdorf-Lalinde), es intrigante la ausencia de venus paleolíticas en la península ibérica, por más que se hayan citado ejemplos dudosos de El Pendo o La Pileta, siendo el caso más importante la llamada «venus de las Caldas» (Cueva de las Caldas, en los alrededores de Oviedo): esta figura magdaleniense, que es un relieve en asta de cérvido con un cuerpo femenino estilizado y un rostro animalizado de cierva, no encaja con el concepto de las demás venus conocidas, de hecho se sospecha que es un propulsor decorado y no una venus, propiamente.

## Datación
Recientemente se descubrieron dos posibles antecedentes de estas venus paleolíticas, con edades mucho más abultadas, se trata de las venus de Berejat Ram y de Tan-Tan, datadas entre los 200.000 y 300.000 años de antigüedad, pero que son muy discutidas aún. De cualquier modo, no se ha establecido, aún, relación directa entre estos hallazgos y las venus paleolíticas en sentido estricto.

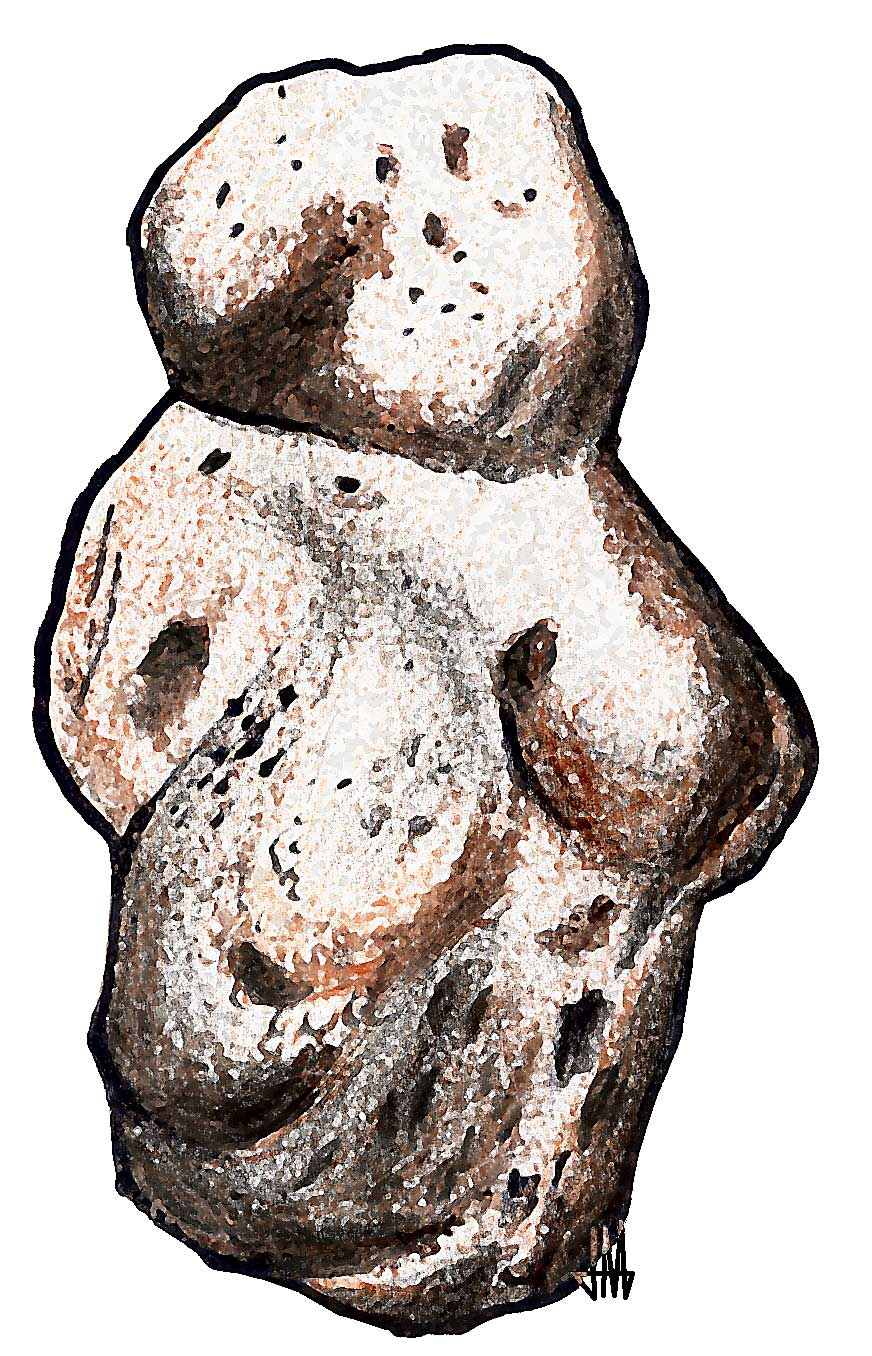
Dudosa venus de Berejat Ram
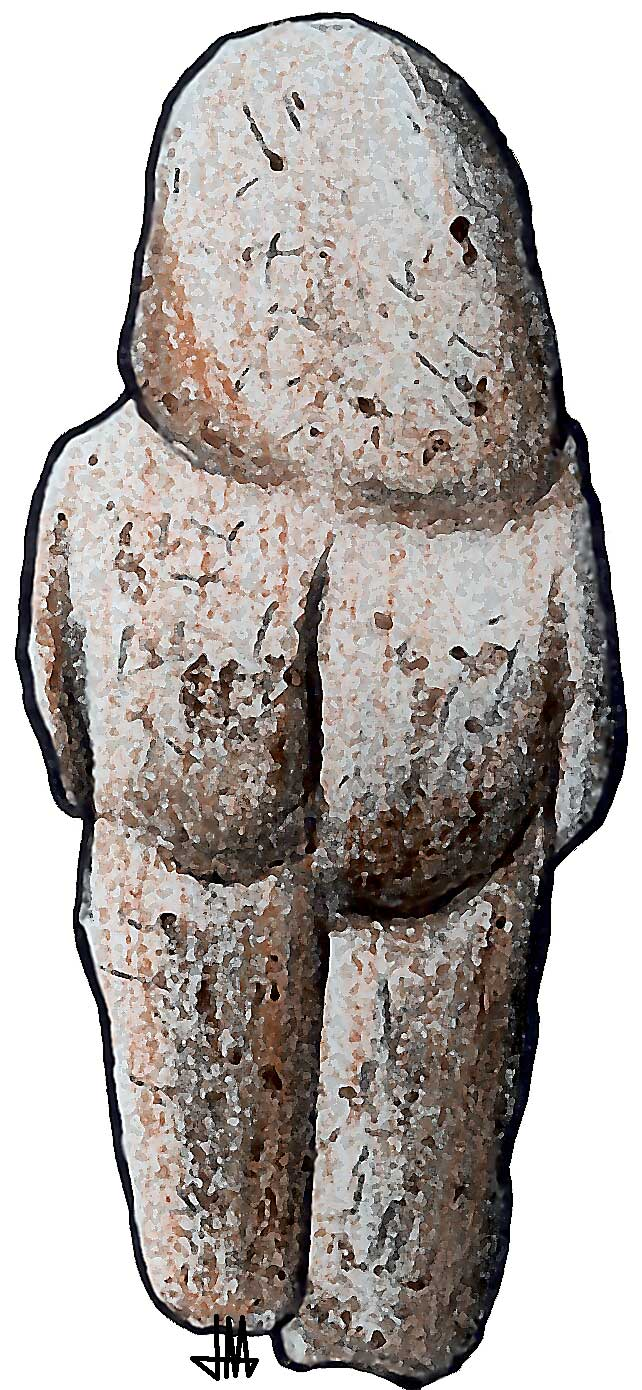
Supuesta venus de Tan-Tan

Hasta hace poco la mayoría de estas figuras se databa en el Auriñaciense, sin embargo, la tendencia más reciente es que comenzaron a tallarse en el Gravetiense evolucionado y el Solutrense (lo que sería el Estilo II de Leroi-Gourhan), que es cuando predominan las formas obesas. Siguieron elaborándose hasta el Magdaleniense o sus culturas afines, pero en estos periodos ya adquieren una forma delgada con cambios en las zonas de interés: se detalla la cara, o han evolucionando hacia formas cada vez más estilizadas, incluso abstractas (venus claviformes).

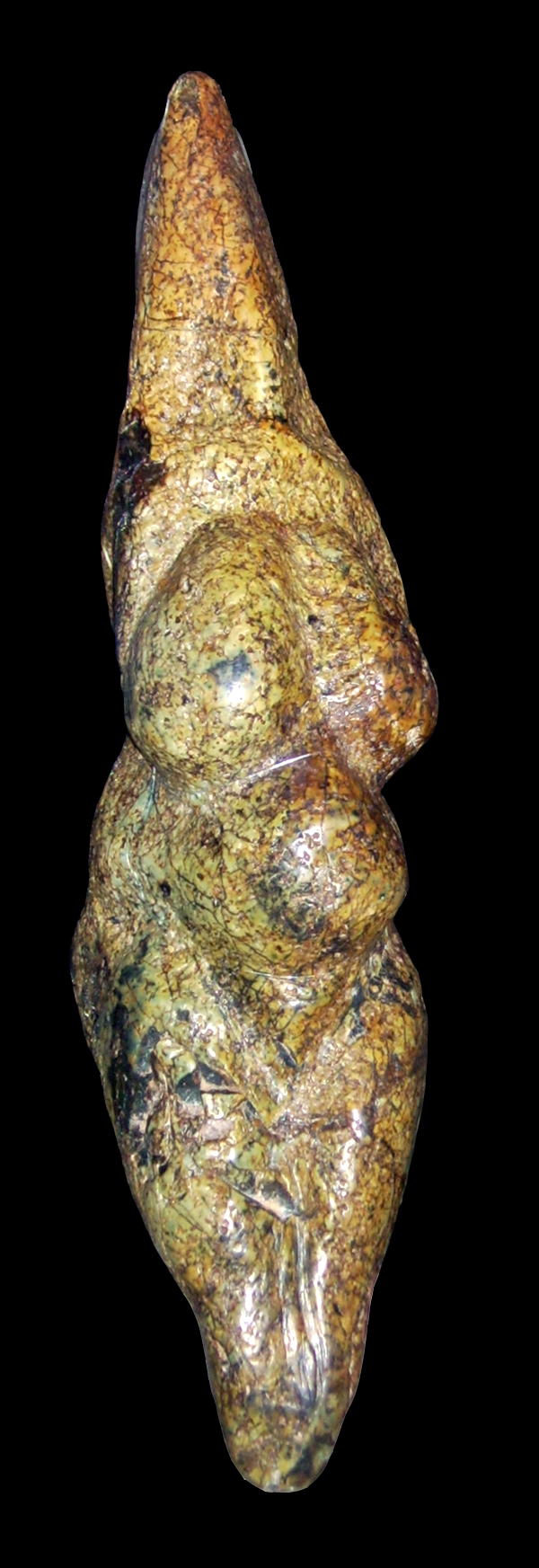
Venus de Savignano
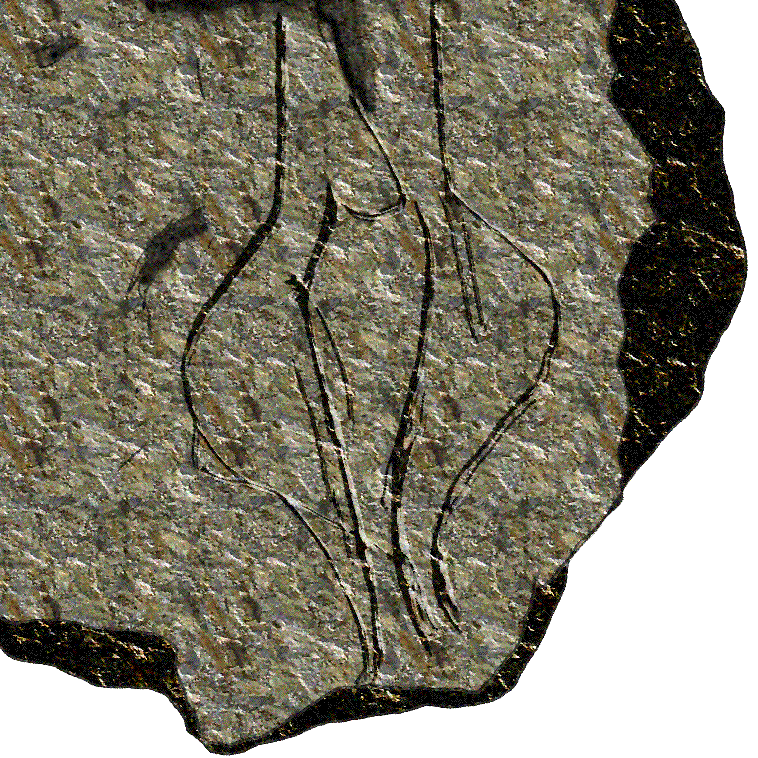
Venus claviformes de Gönnersdorf
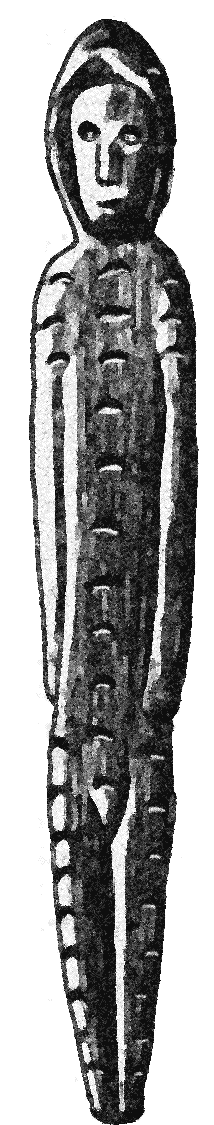
Venus estilizada de Buretj

## Interpretación

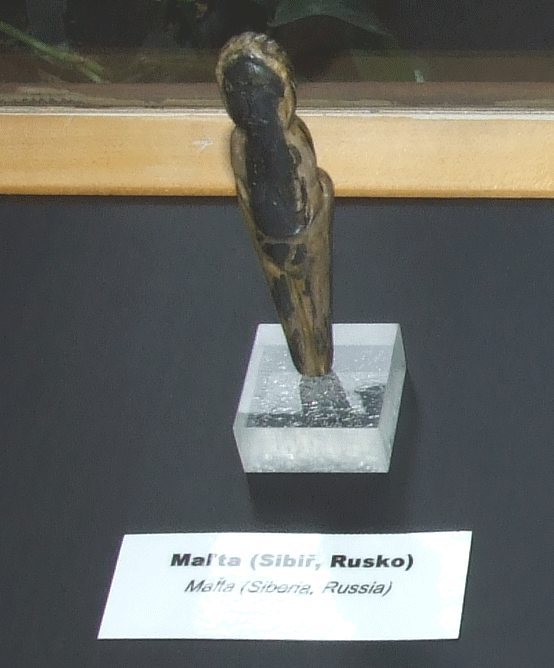
Venus de Mal'ta

En cuanto a la interpretación, la alta proporción de figuras femeninas en el arte mueble del Paleolítico Superior es suficiente para admitir el importante papel de la mujer en aquellas sociedades prehistóricas. Sabemos que no eran objetos con una utilidad práctica productiva; también sabemos que han aparecido en lugares de habitación y no en lugares de enterramiento. Podría ser que estuviesen a la vista de cualquiera, no siendo, pues, amuletos recónditos o secretos (lo que explicaría su enorme difusión geográfica). Sin embargo poco más se puede decir. Todas las teorías sobre la Gran Diosa Madre, la diosa de la fecundidad o los cánones de belleza son meras especulaciones que no llegan, siquiera, a poder ser formuladas como auténticas hipótesis científicas, ya que no hay manera de establecer procedimientos de contrastación, ni hallar pruebas científicas, etc.
Las venus halladas en lugares como Willendorf, coronaban amontonamientos, quizás altares. En Gagarino (Rusia) siete venus aparecieron repartidas en el interior de una cabaña de forma oval de más de cinco metros de largo, así como amuletos apotropáicos para cada uno de los ocupantes del lugar. Caso parecido es el de Mal’ta (lago Baikal), pero en este caso las cabañas solo tenían figuritas en el lado izquierdo de la choza. No se pueden citar muchos ejemplos más, ya que muchas de estas estatuillas fueron descubiertas cuando las técnicas arqueológicas eran muy rudimentarias, aunque podemos atestiguar que aparecen tanto en asentamientos al aire libre como en cuevas.
Sabemos, no obstante, que tanto la venus de Willendorf como la de Laussel están pintadas con ocre rojo; esta última aparece asociada a otra que parece su imagen especular y a un hombre con rasgos itifálicos. Esta asociación de hombre/mujer+bisonte parece corroborar las interpretaciones binarias de André Leroi-Gourhan.